# Ozzie Virgil, Jr.
Osvaldo José Virgil, Jr. (nacido el 7 de diciembre de 1956 en Mayagüez) es un ex receptor de béisbol puertorriqueño de ascendencia dominicana destacado por jugar en las Grandes Ligas de Béisbol para los Filis de Filadelfia, los Bravos de Atlanta, y los Azulejos de Toronto desde 1980 hasta 1990. Fue elegido miembro del equipo All-Star de la Liga Nacional en dos ocasiones en 1985 y 1987. En 1987, Virgil estableció un récord personal al batear 27 jonrones con los Bravos.
Años después de que su carrera terminara, Virgil se convirtió en mánager. Fue nombrado mánager del nuevo equipo Surprise Fightin' Falcons de la independiente Golden Baseball League en 2005.
El padre de Ozzie, Ozzie Virgil, fue un utility player en Grandes Ligas desde 1956 hasta 1969 y el primer dominicano en llegar a las mayores.
Ozzie Jr. asistió a la Moon Valley High School en Phoenix, Arizona donde estableció varias marcas como deportista.